# 마르셀루 글레이제르

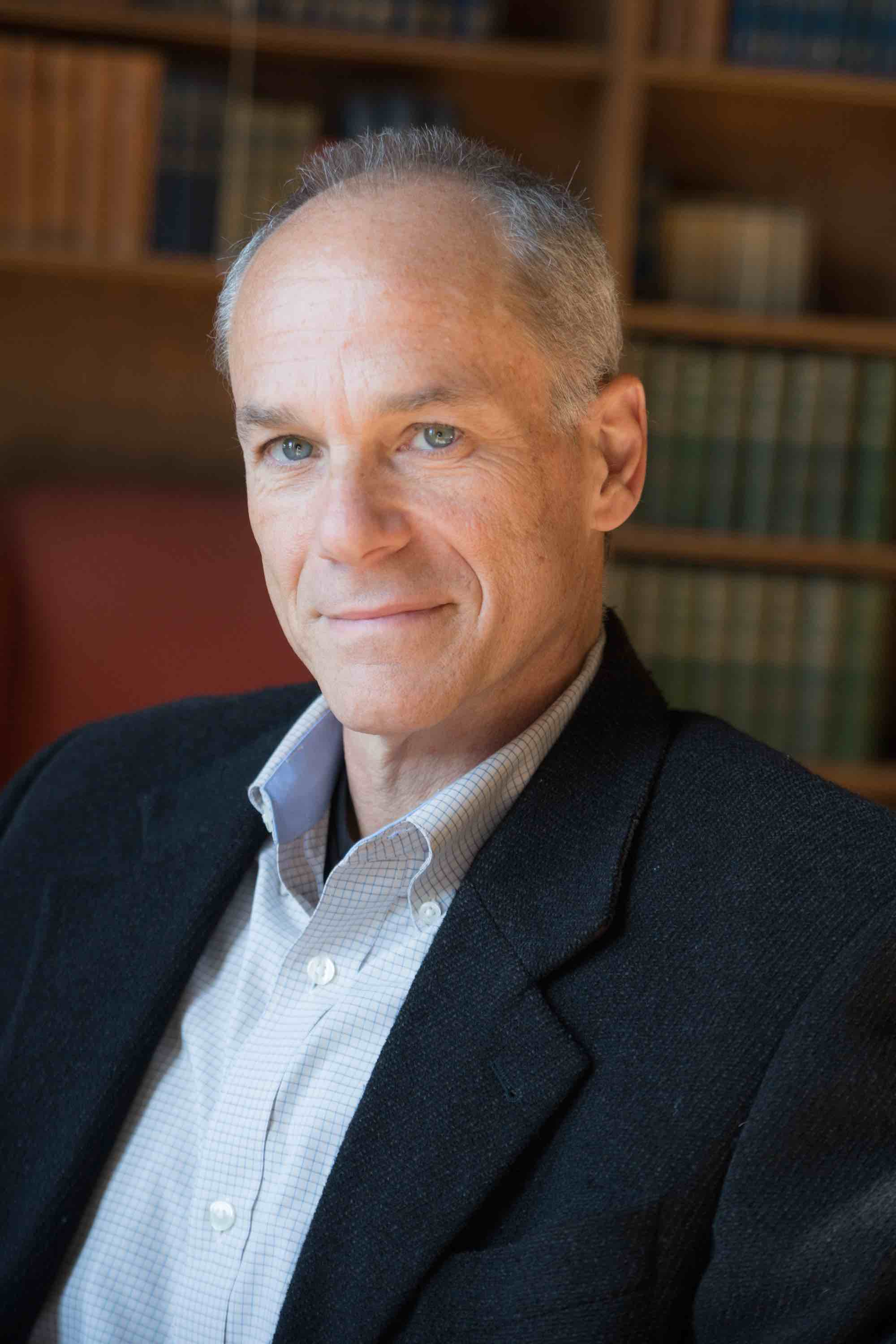
마르셀루 글레이제르

마르셀루 글레이제르(포르투갈어: Marcelo Gleiser, 1959년 3월 19일 ~ )는 브라질 리우데자네이루 출신으로 우주의 기원에서부터 과학과 영성의 상호 관여에 이르기까지 많은 저서를 출판한 다트머스 대학교 물리학, 천문학 교수이다. 학문을 추구하면서 본격 과학과 심오한 정신성을 혼합시켜온 노력을 인정받아 2019년 템플턴상을 수상했다. 동북부 아이비리그 중 하나인 뉴햄프셔주 다트머스 대학교에서 1991년부터 재직한 마르셀로 글라이저는 일반인이 과학을 보다 깊게 이해하도록 '춤추는 우주: 우주창조 신화부터 빅뱅까지' 등을 저술했다.